# CANTAT
CANTAT (Canada TransAtlantic Telephone Cable) ist ein Untersee-Kommunikations- und -Datenkabel, welches Kanada mit Europa und auch Island und Färöer verbindet. Die dritte Generation des Kabels (CANTAT-3) wurde 1994 in Betrieb genommen und wird vom indischen Telekommunikationsunternehmen Teleglobe (auch Videsh Sanchar Nigam) betrieben.

## Geschichte
- CANTAT-1 war das erste kanadische transatlantische Telefonunterseekabel. Das Kabel wurde von 1961 bis 1986 von Teleglobe betrieben und verband Neufundland und Schottland.

- CANTAT-2 war das zweite transatlantische Untersee-Telefonkabel. Es wurde zwischen 1974 und 1992 betrieben. Es ermöglichte 1.840 simultane Telefongespräche zwischen Beaver Harbour, Nova Scotia und dem Vereinigten Königreich. Es wurde in Kooperation von Teleglobe und dem Britischen General Post Office betrieben.

## Gegenwart
CANTAT-3 wurde 1994 in Betrieb genommen und wird von Teleglobe betrieben. Am 17. Dezember 2006 wurden die Verbindungen aufgrund eines Schadens am Unterseekabel unterbrochen. Es waren einige hunderttausend Anschlüsse wie Telefon und Internetdienste von Síminn, Vodafone und  HIVE betroffen. Die Reparaturzeit war mit zehn Tagen veranschlagt. Am 13. Januar 2007 begannen die Reparaturarbeiten und zogen sich bis zum 28. Juli 2007 hin. Am 29. Juli war das Kabel wieder voll funktionsfähig und erreichte seine volle Kapazität von 2,5 Gbit/Sekunde.
Landungsstellen bestehen in
- 1. Pennant Point, Nova Scotia, Kanada
- 2. Vestmannaeyjar, Island
- 3. Tjørnuvík, Färöer
- 4. Redcar, England, Vereinigtes Königreich
- 5. Blaabjerg, Dänemark
- 6. Sylt, Deutschland